# YOSHIMOTO WONDER CAMP KANSAI 〜Laugh & Peace 2011〜 ET-KING presents コント・ミュージカル“ET-KING 歌笑劇〜焚火〜”in 京橋花月
YOSHIMOTO WONDER CAMP KANSAI ～Laugh & Peace 2011～ET-KING presents コント・ミュージカル“ET-KING 歌笑劇～焚火～”in 京橋花月は、日本のJ-POPグループであるET-KINGのメジャー6枚目のDVDでコントミュージカル。発売元はよしもとミュージック 。

## 概要
吉本興業のイベント「YOSHIMOTO WONDER CAMP KANSAI ～Laugh＆Peace 2011～」の一環として上演され、2011年9月17日（土）から19日（月・祝）までの3日間、大阪・京橋花月にて吉本芸人出演のET-KINGによるコント・ミュージカル「ET-KING歌笑劇 ～焚き火～」のDVD。ET-KINGの楽曲や実体験を基にした笑いあり涙ありの歌と芝居の融合。

## 経緯
ET-KINGは吉本新喜劇座長の小籔千豊と懇意な仲で、コヤブ新喜劇や吉本新喜劇への出演、京橋花月のテーマソング制作などを行なってきた。2010年5月に大阪城ホールでのライブで小籔監修のもと、吉本新喜劇メンバーを招いてのコントミュージカルコーナーを開催。今回は舞台をお笑い専門劇場に移して、初の本格的コメディ舞台。

演出は2丁拳銃の小堀。「コヤブソニック2010」でイトキンが2丁拳銃に声をかけたことから関係が発展し、小堀の創作落語を見て感動したイトキンが今回の企画のアイデアをだした。

共演者は小堀、相方の川谷、ソーセージ、女性コンビのキンチャク。

ET-KINGは、音楽エンターテインメントとしての形にこだわり、演奏を聴かせることを目標に舞台を制作。笑いあり涙ありの芝居部分はライブのMCのような役割になることを目指している。大切な人への感謝の気持ちを思い出し、誰しもが持つであろう夢や目標の実現に向けて一歩踏み出す勇気を与える物語。

## あらすじ
メンバー6人が乗り合わせたバスが交通事故に遭い、天国と地獄の分かれ道で、閻魔大王(イトキン)とそれぞれのやりとりがあり。その後各メンバーの生前の回想シーンで過去を覗き、それぞれに試練を与えていく。それに2丁拳銃、ソーセージ、スパイクの面々が絡む。舞台は再び分かれ道に戻り、曲の演奏につながるというのが基本構成。選曲は今一番歌いたい曲をメンバーがピックアップした全11曲。全ての歌詞が各ストーリーとリンクし、すべての芝居やコントは、曲を理解してもらう為の前説かと思える程、計算された演出となっている。

## 収録曲
1. 俺たちのブルース
2. うまい!お弁当
3. 今
4. NANIWA
5. Beautiful Life
6. ギフト
7. ドーナッツ
8. 一番音頭
9. 祭のあと
10. 巡り会いの中で
11. 7ドアーズ・バス

## スタッフ／キャスト
演出：小堀裕之(2丁拳銃)

構成・脚本：樅野太紀

音楽：ET-KING

出演：ET-KING ／2丁拳銃(小堀裕之 川谷修士)／ソーセージ(山名文和 秋山賢太 藤本 聖)／キンチャク(安田由紀奈 浅本美加)